# 권민지 (배구 선수)
권민지(2001년 11월 2일 ~ )은 대한민국의 배구 선수로 현재 GS칼텍스 서울 KIXX의 선수이다.
대구여자고등학교 출신으로 2019-2020 시즌 드래프트에서 GS칼텍스의 1라운드 전체 3순위 지명을 받고 입단하였다.
2022 순천·도드람컵 프로배구대회에서 유망주 및 새 시즌 기대주에게 주어지는 라이징스타상을 수상하였다. 입단 후 여러 포지션을 오갔지만 컵대회를 앞두고 아웃사이드 히터 포지션으로 고정 출전, 대회에서 4경기 63득점, 공격성공률 41.30%를 기록하며 팀의 우승을 이끌었다.